# Ульга (Жетысуская область)
Ульга (каз. Үлгі) — село в Саркандском районе Жетысуской области Казахстана. Входит в состав Карашиганского сельского округа. Код КАТО — 196051300.

## Население
В 1999 году население села составляло 285 человек (140 мужчин и 145 женщин). По данным переписи 2009 года, в селе проживало 270 человек (135 мужчин и 135 женщин).